# Psychische Behinderung
Eine psychische Behinderung (auch seelische Behinderung) bezeichnet eine dauerhafte und gravierende Beeinträchtigung der gesellschaftlichen und wirtschaftlichen Teilhabe einer Person aufgrund von Symptomen einer psychischen Störung oder deren möglichen Folgen wie beispielsweise Arbeitslosigkeit, Verlust von Wohlstand und sozialen Kontakten. Anders als viele Körperbehinderungen sind psychische Behinderungen für Dritte oft weniger sichtbar.
Psychische Behinderung, geistige Behinderung (die sich als Intelligenzminderung vorwiegend auf kognitive Funktionen bezieht) und Körperbehinderung (die sich auf physiologische Defizite und Handicaps bezieht) können dabei unabhängig voneinander oder auch verschieden kombiniert auftreten. "Seelisch" ist eher der synonyme tradierte Begriff, wo Psychologie noch als Seelenlehre galt.
Das Gesetz zur Gleichstellung von Menschen mit Behinderungen (§ 3 BGG) und das Neunte Buch des Sozialgesetzbuchs (§ 2 SGB IX) unterscheiden zwischen langfristigen körperlichen, seelischen, geistigen oder Sinnesbeeinträchtigungen, welche Menschen in Wechselwirkung mit einstellungs- und umweltbedingten Barrieren an der gleichberechtigten Teilhabe an der Gesellschaft hindern. Diese deutschen Gesetze übernehmen damit die Formulierung der amtlichen Übersetzung der UN-Behindertenrechtskonvention in Art. 1.

## Formen psychischer Behinderung
Psychische Behinderungen zeigen sich in der Regel auf folgende Weise:
- Behinderungen durch eingeschränkte psychische Funktionen aufgrund der Erkrankung selbst, z. B. wegen kognitiver Störungen (Defizite bei Aufmerksamkeit und Handlungsplanung, Denkstörungen, mangelnde Krankheitseinsicht) oder Negativsymptomen. Weitere Beispiele sind Probleme mit der Selbstregulation, der Motivation, der Orientierung und der Wahrnehmung.
- Behinderungen, die aus der spezifischen, individuellen Strategie zur Bewältigung einer psychischen Störung resultieren. Hierunter fallen Schwierigkeiten mit der Selbstversorgung, der Kommunikation mit anderen, hinsichtlich von Ausbildungsleistungen oder Arbeitsanforderungen und bezüglich des sicheren Bewegens in der Öffentlichkeit.

Eine allgemeine Definition von Behinderung der SAMW trifft auch für psychische Behinderungen zu und bezeichnet die erschwerenden Auswirkungen eines angeborenen oder erworbenen Gesundheitsproblems auf die alltäglichen Aktivitäten der betroffenen Person und auf ihre gleichberechtigte Teilhabe am gesellschaftlichen Leben. Die Behinderung resultiert aus dem Wechselspiel zwischen körperlicher Schädigung, funktioneller Beeinträchtigung und sozialer Einschränkung der betroffenen Person sowie den behindernden oder fördernden Umständen und den Erwartungen ihres Lebensumfeldes. Ihre Ausprägung und ihr subjektives Erleben werden moduliert durch die Persönlichkeitsmerkmale des einzelnen Menschen mit Behinderung.
Über die Behandlung zugrundeliegender Störungen hinaus spielen die Achtung der Würde (und Unterstützung in den Bemühungen um ein selbstbestimmtes integriertes Leben), die Respektierung der Autonomie, Gerechtigkeit und Förderung der gleichberechtigten Teilhabe durch besondere Ressourcen eine wichtige Rolle bei der Betreuung.
Dabei führt nicht jede psychische Störung bzw. Erkrankung zu einer psychischen Behinderung. Neben der Dauer bestimmt die Einschränkung der Teilhabe am gesellschaftlichen Leben (Verlust der Arbeit, der Wohnung oder von Freundschaften) sowie die Notwendigkeit von speziellen Betreuungs- oder Rehabilitationsmaßnahmen das Vorliegen von Behinderungen. Psychischen Behinderung geht oft eine psychische Störung bzw. Erkrankung voraus – deren schnelle und gezielte Behandlung kann die Ausprägung einer Behinderung verhindern oder abschwächen.

## Prävalenz
Statistisch betrachtet haben Patienten mit Schizophrenie, Zwangsstörung und affektiven Psychosen das größte Risiko einer psychischen Behinderung. Aber auch andere Erkrankungen wie schwere Fälle von Persönlichkeitsstörungen oder ADHS, die Folgen von Drogen- und Alkoholabhängigkeit und organische Störungen wie Demenzen können zu psychischer Behinderung führen.